# Ambassis fontoynonti
Ambassis fontoynonti är en fiskart som beskrevs av Pellegrin 1932. Ambassis fontoynonti ingår i släktet Ambassis och familjen Ambassidae. IUCN kategoriserar arten globalt som otillräckligt studerad. Inga underarter finns listade i Catalogue of Life.